# Гетто в Хойниках
Гетто в Хо́йниках (сентябрь-октябрь 1941) — еврейское гетто, место принудительного переселения евреев посёлка Хойники Гомельской области и близлежащих населённых пунктов в процессе преследования и уничтожения евреев во время оккупации территории Белоруссии войсками нацистской Германии в период Второй мировой войны.

## Оккупация Хойников и создание гетто
В 1939 году в посёлке Хойники жили 1645 евреев, но перед приходом немцев уехали не все из них — около 300 человек остались.
Немецкие войска оккупировали посёлок 25 августа 1941 года, и оккупация продлилась 2 года и 3 месяца — до 23 (24) ноября 1943 года.
В Хойниках была организована полиция, начальником которой в начале поставили Григория Инглика. Служить в полицию пошли Обмачеев, Бегун, Зеленкевич, Жевняк, Гапоненко, Валюк и другие.
Реализуя нацистскую программу уничтожения евреев, немцы создавали гетто почти во всех городах и населённых пунктах Беларуси, где проживало еврейское население. Так и в Хойниках оккупанты организовали гетто, которое, предположительно, находилось в здании местного магазина.

## Уничтожение гетто
18 сентября 1941 года нацисты заставили 12 старых евреев ходить по улицам с красным флагом, но они запели молитву «Шма Исроэль» и их расстреляли. В этот же день в здание магазина немцы загнали около 200 евреев и продержали их четверо суток без еды и воды, а потом расстреляли у деревни Пальмира у дороги на Брагин. После этой «акции» (таким эвфемизмом нацисты называли организованные ими массовые убийства) в живых остались только две девочки — Соня Слепчина и Геня Лабовская.
Немцы и полицаи насиловали еврейских девушек прямо во дворе полиции, потом натравливали на них собак и убивали. Полицейский Адам Гарнич бил евреев железной цепью, а потом топтался на них сапогами, в подошвы которых заранее вбил гвозди острыми концами наружу. Полицай Александр Ермольчик был назначен начальником полиции Хойников, постоянно участвовал в массовых убийствах евреев, в том числе и младенцев, обливал их бензином и сжигал заживо, любил убивать выстрелом в затылок.
11 октября (в сентябре) 1941 года комендант Хойников организовал облаву на евреев, прятавшихся в лесу, в результате которой немцы и полицейские убили около 100 (более 150) человек, большей частью это были старики и дети. Руководили этими «акциями» начальник жандармерии Хойников Бауэр и его заместитель Пецек. В этот же месяце были убиты ещё 40 евреев.
Возможно, последних евреев Хойников убили летом 1942 года.

## Память
Всего в Хойниках жертвами геноцида евреев стали от 200 до 366 человек. Опубликованы их неполные списки.
Памятник 366 евреям, убитым в Хойниках в течение 1941—1942 годов, установлен в 2007 году на старом еврейском кладбище.